# Erwin Gillmeister
Erwin Gillmeister (* 11. Juli 1907 in Thorn, Westpreußen; † 26. November 1993 in München) war ein deutscher Leichtathlet und Olympiamedaillengewinner, der in den 1930er Jahren in den deutschen 4-mal-100-Meter-Staffeln erfolgreich war.
Erfolge im Einzelnen:
- Europameisterschaften 1934: Sieger, zusammen mit Egon Schein, Gerd Hornberger und Erich Borchmeyer/Erwin Gillmeister als Schlussläufer
- Olympische Spiele 1936: Dritter, zusammen mit Wilhelm Leichum, Erich Borchmeyer und Gerd Hornberger/Erwin Gillmeister als dritter Läufer

Erwin Gillmeister startete für den TV Germania Stolp. Bei einer Größe von 1,78 m hatte er ein Wettkampfgewicht von 70 kg.